# Smith & Wesson Model 27

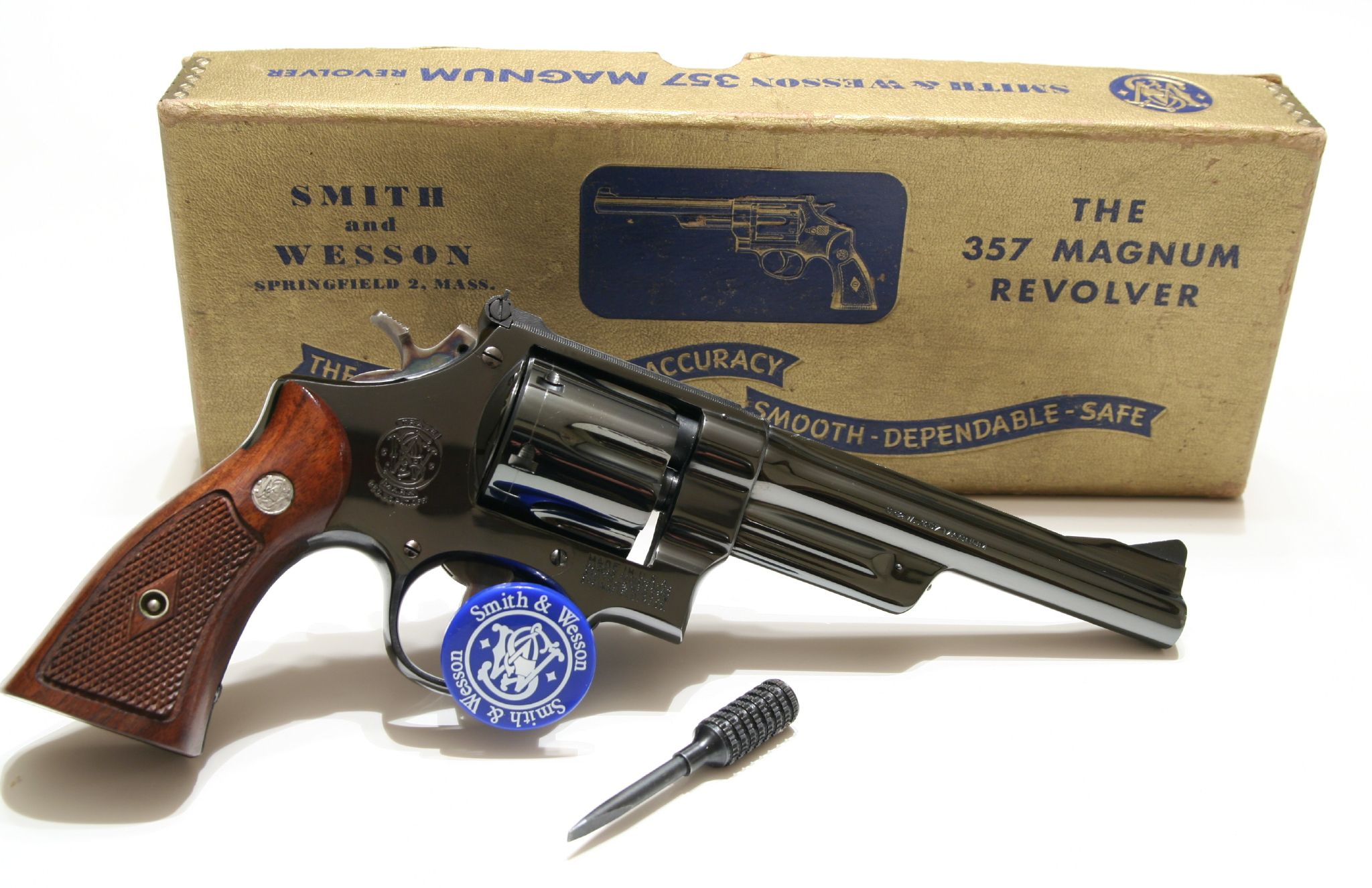
Smith & Wesson Model 27 mit 6-Inch-Lauf, frühe Ausführung mit 4-Schrauben-Seitenplatte

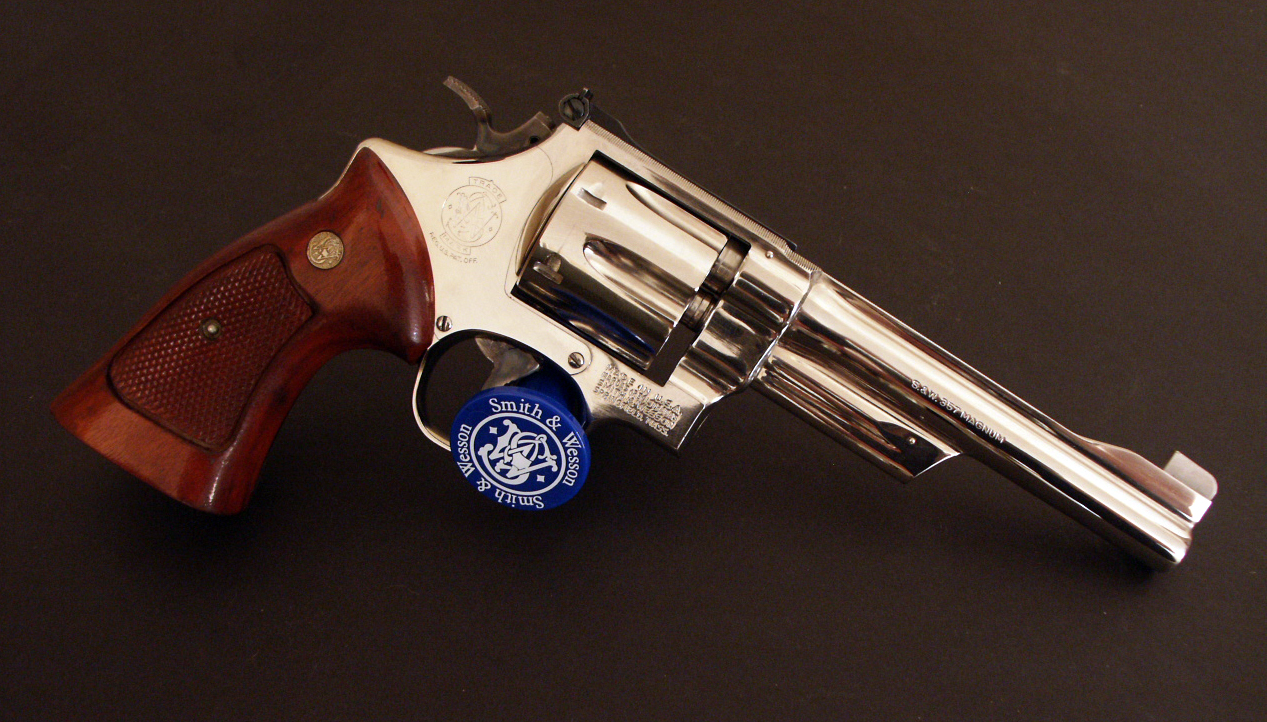
Smith & Wesson Model 27-2, rostfreier Stahl

Der Smith & Wesson Model 27 war der erste von Smith & Wesson produzierte Revolver im Kaliber .357 Magnum. Die Entwicklung dieses vor 1957 „Three Fifty Seven Magnum“ genannten sechsschüssigen Revolvers begann in den Dreißigerjahren in Zusammenarbeit mit Philip P. Sharps, einem Journalisten, der auf der Basis der .38-Special-Patrone die .357-Magnum-Patrone mit stärkerer Ladung und einer längeren Hülse entwickelt hatte. Die S-&-W-Model-27-Revolver wurden ab 1935 produziert.

## Die Model-27-Revolver
Die ersten S-&-W-Model-27-Revolver wurden auf dem großen N-Rahmen nach Kundenwunsch in Lauflängen zwischen 3,5 und 8,75 Inch, mit passendem Korn, verstellbarem Visier und individuell gewählten Griffen hergestellt. Die Waffen waren hochglanzpoliert und brüniert. Die Läufe hatten oben eine flache Laufrippe, ihre Oberfläche sowie die des Rahmens vor dem Visier waren fein gerieft um Reflexe zu vermeiden. Die Waffen wurden von der Firma auf Distanzen bis 200 Yards eingeschossen. Der erste 357-Magnum-Revolver wurde am 8. April 1935 hergestellt und ging als Präsent an Edgar Hoover, Präsident des FBI. Anfangs wurden alle Waffen dem Käufer mit einem persönlichen Zertifikat ausgeliefert. Nach 1938 ließ man die Auslieferung mit Zertifikat fallen. Die später serienmäßig hergestellten Waffen hatten Lauflängen von 3.5, 5, 6.5 und 8.75 inch. Sie können problemlos auch mit .38-Special-Patronen verwendet werden. Die Produktion der S-&-W-Model-27-Revolver wurde laufend den Weiterentwicklungen der S-&-W-Revolver angepasst, heute werden sie unter der Bezeichnung Model 27-2 angeboten. Der auf dem Bild gezeigte Revolver wurde vor Ende 1956 hergestellt, erkennbar ist dies an der oben hinter dem Hammer sichtbaren Befestigungsschraube der Rahmen-Seitenplatte.

## Die .357-Highway-Patrolman-Model-28-Revolver

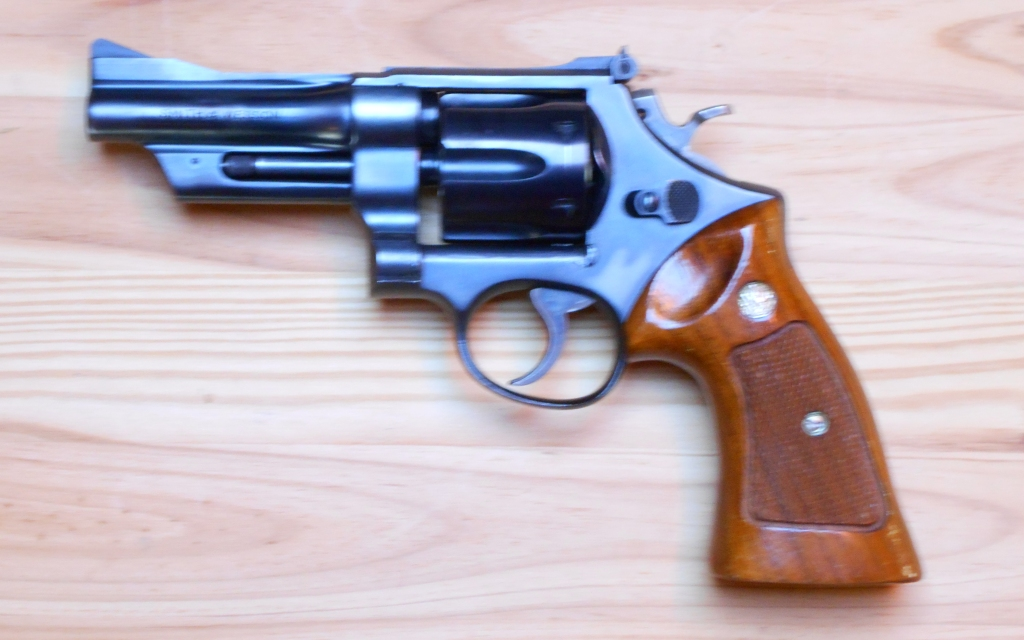
S & W Highway Patrolman, 4-Zoll-Lauf

Diverse Polizeidienststellen der USA waren beeindruckt vom „Three Fifty Seven“-Revolver und fragten an, ob nicht ein preisgünstigeres Modell der Waffe auf dem N-Rahmen hergestellt werden könnte. Der S-&-W-Präsident, C. R. Hellstrom ließ daraufhin ein vereinfachtes, nicht Hochglanz-brüniertes Modell und mattbrünierter anstatt geriffelter Oberfläche der Laufrippe und des Rahmens entwickeln. Die Änderungen führten zu einer beträchtlichen Reduktion der Herstellungskosten. Muster des neuen Modells wurden an diverse Polizeistellen übersandt und nach positiven Urteilen wurde die Serienfertigung aufgenommen. Auch die Highway Patrolman Revolver können problemlos mit .38-Special-Patronen verwendet werden. Die ersten Waffen mit 4- und 6-Zoll-Läufen und Standard-Nussbaumgriffen kamen ab April 1954 aus der Fertigung. Die heute noch hergestellten Waffen werden von der United States Border Patrol und diversen anderen Polizeieinheiten der USA verwendet.